# Sallaumines
Sallaumines é uma comuna francesa na região administrativa de Altos da França, no departamento de Pas-de-Calais. Estende-se por uma área de 3,82 km². Em 2010 a comuna tinha 9 695 habitantes (densidade: 2 538 hab./km²).